# Stictoptera griveaudi
Stictoptera griveaudi är en fjärilsart som beskrevs av François Louis Nompar de Caumont de Laporte 1970. Stictoptera griveaudi ingår i släktet Stictoptera och familjen nattflyn. Inga underarter finns listade i Catalogue of Life.